# Space Milkshake
Pour plus de détails, voir Fiche technique et Distribution.
Space Milkshake est un film canadien de comédie de science-fiction écrit et réalisé par Armen Evrensel, sorti en 2012.
Le film a pour interprètes principaux Billy Boyd, Robin Dunne, Kristin Kreuk et Amanda Tapping.

## Synopsis
Un canard en plastique mutant terrorise quatre travailleurs bloqués sur une station spatiale d'assainissement. Pendant ce temps, la Terre est inexplicablement dépourvue de vie.

## Fiche technique
- Date de sortie initiale : 26 octobre 2012
- Réalisateur : Armen Evrensel
- Durée : 85 minutes

## Distribution
- Billy Boyd : Anton
- Robin Dunne : Jimmy
- Kristin Kreuk : Tilda
- Amanda Tapping : Valentina
- George Takei :  Canard mutant (voix)

## Production
Le tournage s'est déroulé entre le 14 novembre et le 3 décembre 2011 au Canada Saskatchewan Production Studios à Regina,.

## Sortie
La première projection mondiale eu lieu à la London MCM Expo le 26 octobre 2012. Les acteurs Robin Dunne et Billy Boyd étaient à la première pour une séance de questions-réponses,.
La première du film fut sur la chaîne de télévision canadienne The Movie Network le 8 février 2013 et diffusé sur Movie Central au Canada à partir du 22 mars 2013,. Le film a également été projeté dans des festivals en février 2013; le film a également été projeté à l'Expo Armageddon à Melbourne, en Australie, le 19 octobre 2013 et Auckland, Nouvelle-Zélande le 26 octobre 2013.